# Mantecosa de Plata 362 AD (pera)
Mantecosa de Plata 362 AD, es el nombre de una variedad cultivar de pera europea Pyrus communis. Esta pera está cultivada en la colección de la Estación Experimental Aula Dei (Zaragoza). Esta pera también está cultivada en diversos viveros entre ellos algunos dedicados a conservación de árboles frutales en peligro de desaparición. Esta pera variedad muy antigua es originaria de España, en la provincia de Pontevedra (comunidad autónoma de Galicia), y tuvo su mejor época de cultivo comercial antes de la década de 1960, y actualmente en menor medida aún se encuentra.

## Sinonimia
- "Manteiga de Plata" en Galicia,
- "362 AD" en E. E. Aula Dei.

## Historia
En España 'Mantecosa de Plata 362 AD' está considerada incluida en las variedades locales autóctonas muy antiguas, cuyo cultivo se centraba en comarcas muy definidas. Se caracterizaban por su buena adaptación a sus ecosistemas y podrían tener interés genético en virtud de su adaptación. Se encontraban diseminadas por todas las regiones fruteras españolas, aunque eran especialmente frecuentes en la España húmeda. Estas se podían clasificar en dos subgrupos: de mesa y de cocina (aunque algunas tenían aptitud mixta).
'Mantecosa de Plata 362 AD' es una variedad clasificada como de mesa, se utiliza también en la cocina, difundido su cultivo en el pasado por los viveros comerciales y cuyo cultivo en la actualidad se ha reducido a huertos familiares y jardines privados.

## Características
El peral de la variedad 'Mantecosa de Plata 362 AD' tiene un vigor medio; florece a finales de abril; tubo del cáliz en embudo con conducto muy ancho de longitud variable.
La variedad de pera 'Mantecosa de Plata 362 AD' tiene un fruto de tamaño mediano; forma variable tanto turbinada, como turbinada breve, piriforme o doliforme, tiene cuello variable, asimétrica, con la superficie muy irregular, acostillada con grandes protuberancias y zonas aplastadas, sobre todo en la parte del cuello, contorno variable, muy irregular, elíptico, redondeado, o con tendencia a pentagonal; piel fina, lisa o semi-fina, brillante o mate, ligeramente untuosa; color de fondo amarillo verdoso o pajizo, sin chapa o con chapa de color rojo anaranjado suave, a veces con salpicaduras carmín, la chapa puede llegar a cubrir la tercera parte del fruto, presenta un punteado abundante, menudo, generalmente ruginoso-"russeting", con aureola verde, zona ruginosa bastante amplia alrededor de la base del pedúnculo y otra de extensión muy variable, formando anillos alrededor del ojo, sobrepasando a veces la cavidad, extendiéndose formando maraña sobre la parte inferior del fruto, "russeting" (pardeamiento áspero superficial que presentan algunas variedades) medio; pedúnculo de longitud corto, grosor variable, fuerte y leñoso, carnoso o semi-carnoso, ensanchado en su extremo superior formando botón, ruginoso--"russeting", recto, implantado oblicuo, generalmente ladeado al pie de una gibosidad de desarrollo variable, cavidad peduncular estrecha, casi superficial, muy irregular, mamelonada; cavidad calicina amplia o mediana, bastante profunda, con el borde muy irregular, fuertemente ondulado, mamelonado o acostillado, pared interior con frecuencia también surcada o acostillada. Sépalos triangulares, pequeños, convergentes, ennegrecidos.
Carne de color blanco; textura fina, firme, mantecosa, jugosa, granulosa, junto al corazón; sabor muy dulce, muy aromático y refrescante; corazón pequeño, redondeado, pedregoso. Eje lanceolado, casi totalmente relleno. Celdillas amplias, elípticas. Semillas muy grandes, elípticas, deprimidas, punta de inserción muy ancha, color castaño rojizo oscuro, no uniforme.
La pera 'Mantecosa de Plata 362 AD' tiene una maduración durante el otoño (en E. E. Aula Dei de Zaragoza). Aguanta en buenas condiciones un mes de almacenamiento en un ambiente refrigerado. Se usa como pera de mesa fresca, y en cocina.